# Otto Schily
Otto Georg Schily (Bochum, 20 de julio de 1932) es un político alemán del Partido Socialdemócrata de Alemania (SPD).

## Biografía
Schily estudió derecho en Munich y Hamburgo, y ciencias políticas en Berlín. Fue miembro de la Federación Socialista Alemana de Estudiantes (SDS) y mantuvo una relación de amistad con el líder de la Oposición extraparlamentaria (APO), Rudi Dutschke. Después de sus estudios, abrió su propio bufete de abogados. Como abogado, defendió a varios miembros de la Fracción del Ejército Rojo (RAF) en sus respectivos procesos judiciales.
Schily fue uno de los fundadores del partido Los Verdes en 1980 y se convirtió en miembro del Bundestag en 1983 por esta formación. Al año siguiente, fue uno de los líderes de la comisión parlamentaria encargada de investigar el caso Flick. En 1989 abandonó su partido y se convirtió en miembro del SPD, llegando a ser vicepresidente del grupo parlamentario de los socialdemócratas en el Bundestag.
Después de las elecciones federales de 1998 y la formación de una coalición entre el SPD y Los Verdes bajo la dirección del canciller Gerhard Schröder, Schily asumió como Ministro Federal del Interior, cargo que desempeñó hasta 2005. A partir de entonces, se retiró de la política. 
Criticó, en un artículo en Die Welt, el intento de hacer obligatoria la vacuna contra el COVID-19 por inconstitucional.